# Брињак (Морбијан)
Брињак (фр. Brignac) насеље је и општина у северозападној Француској у региону Бретања, у департману Морбијан која припада префектури Ван.
По подацима из 2011. године у општини је живело 184 становника, а густина насељености је износила 14,02 становника/km². Општина се простире на површини од 13,12 km². Налази се на средњој надморској висини од 84 метара (максималној 126 m, а минималној 68 m).

## Демографија
| 1962. | 1968. | 1975. | 1982. | 1990. | 1999. | 2011. |
| ----- | ----- | ----- | ----- | ----- | ----- | ----- |
| 333   | 390   | 355   | 287   | 240   | 224   | 184   |

График промене броја становника у току последњих година